# Ilyushin Il-8
L'Ilyushin Il-8 (in caratteri cirillici Ил-8) fu aereo da attacco al suolo progettato dall'OKB 39 diretto da Sergej Vladimirovič Il'jušin e sviluppato in Unione Sovietica durante la seconda guerra mondiale. Doveva essere il sostituto dell'Ilyushin Il-2 ed i primi due prototipi erano più veloci anche se meno manovrabili rispetto a quest'ultimo.
L'Il-8 incorporò molte caratteristiche di quello che sarebbe stato poi l'Ilyushin Il-10, anche se una volta completato lo sviluppo di entrambi i velivoli, l'Il-8 nelle prove comparative si rivelò inferiore, meno veloce e manovrabile. Il'jušin decise così di far concorrere l'Il-10 contro il Sukhoi Su-6 nella gara per decidere il successore dell'Il-2, fermando così il progetto dell'Il-8 allo stadio di prototipo.

## Storia

### Sviluppo
Nell'estate del 1942 a Sergej Il'jušin fu richiesto di progettare un velivolo pesante da attacco al suolo in grado di trasportare un carico di bombe massimo di 1.000 kg. Egli scelse di basare il nuovo aereo sull'Il-2, aumentandone le dimensioni ed equipaggiandolo con il nuovo e più potente Mikulin AM-42, una evoluzione del Mikulin AM-38. Il progetto fu inizialmente denominato come Il-AM-42, ma gli fu presto assegnata la designazione di fabbrica di Il-8. Anche se il design del nuovo velivolo si basava su quello dell'Il-2, nella realtà si trattava di un aereo fondamentalmente diverso.
Furono costruiti due prototipi dell'Il-8. Il primo era armato con cannoni VYa-23 e la parte posteriore della fusoliera era costruita in legno; nel secondo erano installati due cannoni NS-37 e possedeva una fusoliera completamente in metallo. Il primo volo avvenne il 10 maggio 1943 e i prototipi furono testati, all'inizio, in versione da attacco al suolo ed, in seguito, come variante da ricognizione atta a ricercare l'artiglieria nemica, con autonomia maggiore. Le prove di volo ebbero discreto successo e l'Il-8 risultò più veloce di quasi 50 km/h a bassa quota rispetto all'Il-2. Anche la velocità di salita risultò incrementata del 15% così come l'autonomia, il doppio rispetto al predecessore, anche se si dimostrò meno manovrabile nei confronti dell'Il-2. Purtroppo le prove di volo si prolungarono per problemi con il motore AM-42, in quanto risultò inaffidabile, soggetto a vibrazioni e produceva eccessivamente fumo. Le prove di accettazione durarono dal 26 febbraio al 30 marzo 1944 e il velivolo venne provvisoriamente accettato per la produzione in serie, a condizione che i problemi emersi in fase di test venissero risolti.
Per porre rimedio agli inconvenienti, Il'jušin pensò di implementare nel progetto dell'Il-8 le caratteristiche migliori del prototipo biposto dell'Il-1, e il 1º luglio 1944 venne autorizzata la produzione di un terzo prototipo. Questo fu erroneamente designato come Il-8-2, ovvero la stessa denominazione del secondo prototipo del progetto originale. L'Il-8-2 effettuò il suo primo volo il 13 ottobre 1944, ma le prove subirono ancora ritardi a causa di problemi al motore e di conseguenza anche le prove di accettazione non si conclusero fino al 7 luglio 1945. Se da un lato risultò essere migliore rispetto al primo progetto, dall'altro le sue prestazioni generali erano inferiori a quelle dell'Il-10 e così l'Il-8 non entrò mai in produzione.

### Tecnica
L'Il-8 era un velivolo biposto (pilota più mitragliere marconista), monoplano, monomotore ad ala bassa, con carrello retrattile, interamente costruito in metallo. Rispetto all'Il-2 da cui derivava, differiva da questo per molti aspetti: il radiatore dell'olio insieme a quello del liquido refrigerante erano montati in una grande presa d'aria sulla parte superiore del cofano motore, vicino alla cabina di pilotaggio; la posizione del mitragliere era racchiusa nel guscio corazzato che proteggeva il pilota ed il propulsore; la fusoliera nella parte posteriore era allungata di 1,42 m per migliorare il flusso d'aria; anche il carrello d'atterraggio, insieme al proprio alloggiamento, subì delle modifiche e fu anch'esso allungato per consentire l'installazione di un'elica più grande.
L'armamento offensivo installato nelle ali consisteva in una coppia di cannoni VYa-23 calibro 23 mm con 150 colpi ciascuno e 2 mitragliatrici ShKAS calibro 7,62 mm con 750 colpi ognuna. In alternativa i cannoni potevano essere sostituiti con due più potenti Nudelman-Suranov NS-37 calibro 37 mm. L'armamento era completato da una mitragliatrice Berezin UBK calibro 12,7 mm in postazione difensiva, brandeggiabile e montata su un affusto VU-8. Il carico bellico di caduta previsto era di 800 kg.
L'Il-8-2 invece era molto simile a quello che sarebbe poi diventato l'Il-10, ad eccezione della fusoliera, più lunga e per l'adozione di una elica a quattro pale. Differiva dall'Il-8 anche per l'armamento: i cannoni Yva furono sostituiti con altrettanti Nudelman-Suranov NS-23 calibro 23 mm e la mitragliatrice difensiva UBK fu rimpiazzata da un cannone Berezin B-20 da 20 mm, montato su una postazione brandeggiabile VU-9. Inoltre per garantire maggiore protezione dai caccia nemici, venne installata nella parte posteriore una cassetta con dieci granate antiaeree AG-2. Il carico di bombe massimo fu aumentato e portato ad un massimo di 1000 kg, 200 in più rispetto ai primi prototipi.

## Versioni
- Il-8: primo prototipo, due esemplari costruiti.
- Il-8-2: evoluzione della prima versione, dalla quale differiva per dimensioni, elica ed armamento. Un esemplare costruito.

## Utilizzatori
Unione Sovietica
- Sovetskie Voenno-vozdušnye sily